# 塞米波爾基
塞米波爾基（羅馬化：Semypolky）是位於烏克蘭北部的村莊，由基辅州布羅瓦雷區的卡利塔市鎮負責管轄。該村始建於1628年，面積9.08平方公里，海拔高度113米，2001年人口3,050，距離科澤萊茨約29公里，距離布羅瓦雷約29公里，距離基輔市中心約51公里。